# Jõelähtme
Jõelähtme (in tedesco Jagelecht o Jeglecht) è un comune rurale dell'Estonia settentrionale, nella contea di Harjumaa. Il centro amministrativo del comune, fondato nel 1816, è l'omonimo borgo, con circa cento abitanti, a 20 km a est della capitale Tallinn.

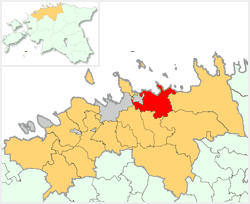
Il territorio comunale di Jõelähtme

## Località
Accanto al capoluogo, il comune comprende altri due borghi (in estone alevik), Kostivere (in tedesco Kostifer) e Loo (Neuenhof), e 31 località (küla), tutte indicate in passato con il loro nome tedesco:
- Aruaru (Arroaid)
- Haapse (Habsendorf)
- Haljava (Hallinap)
- Ihasalu (Iggosal)
- Iru (Hirweden)
- Jõesuu (Jöggis)
- Jägala (Jaggowal)
- Jägala-Joa (Jaggowal-Jogge)
- Kaberneeme (Schwedisch Kabberneem)

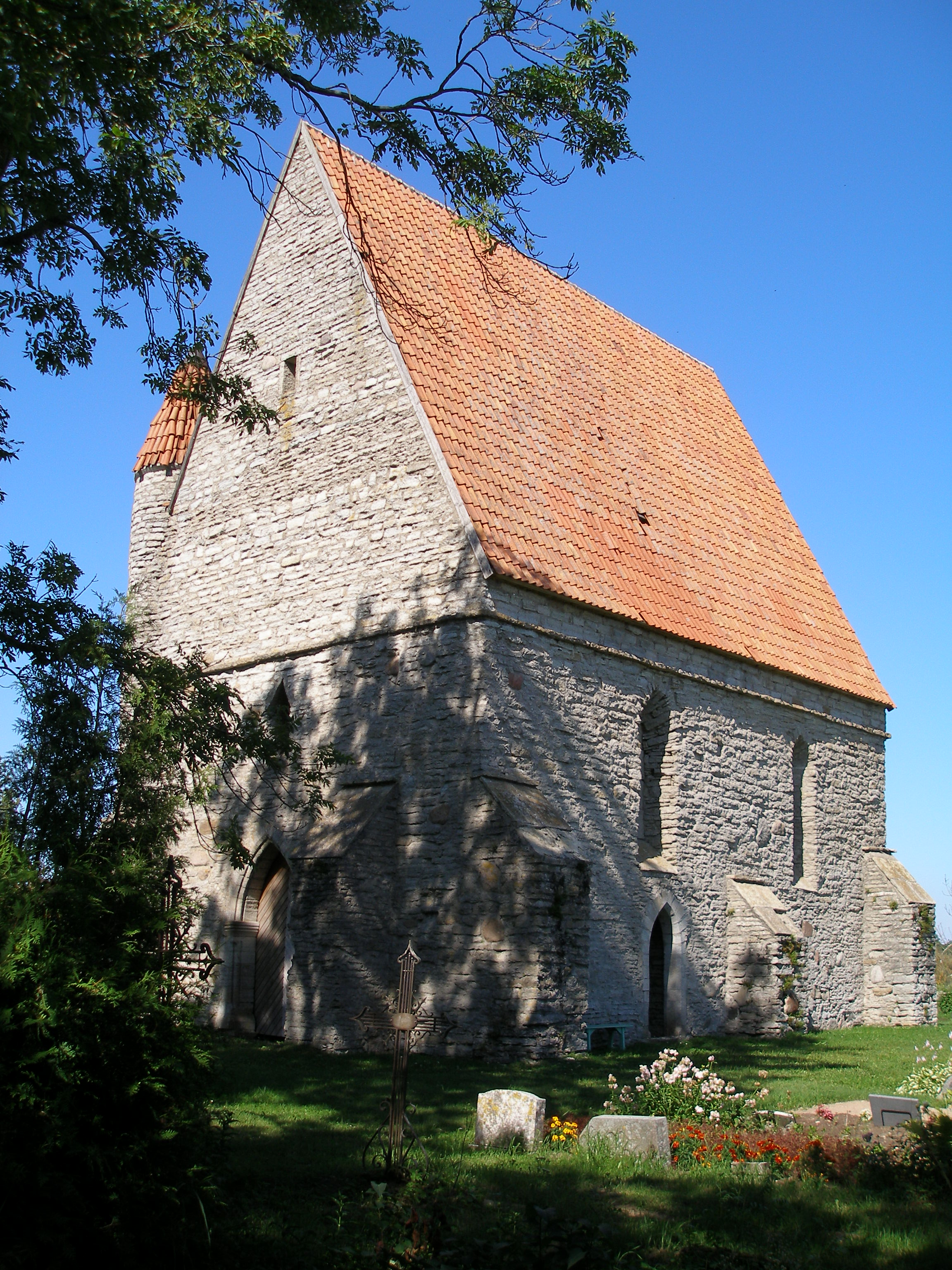
Saha
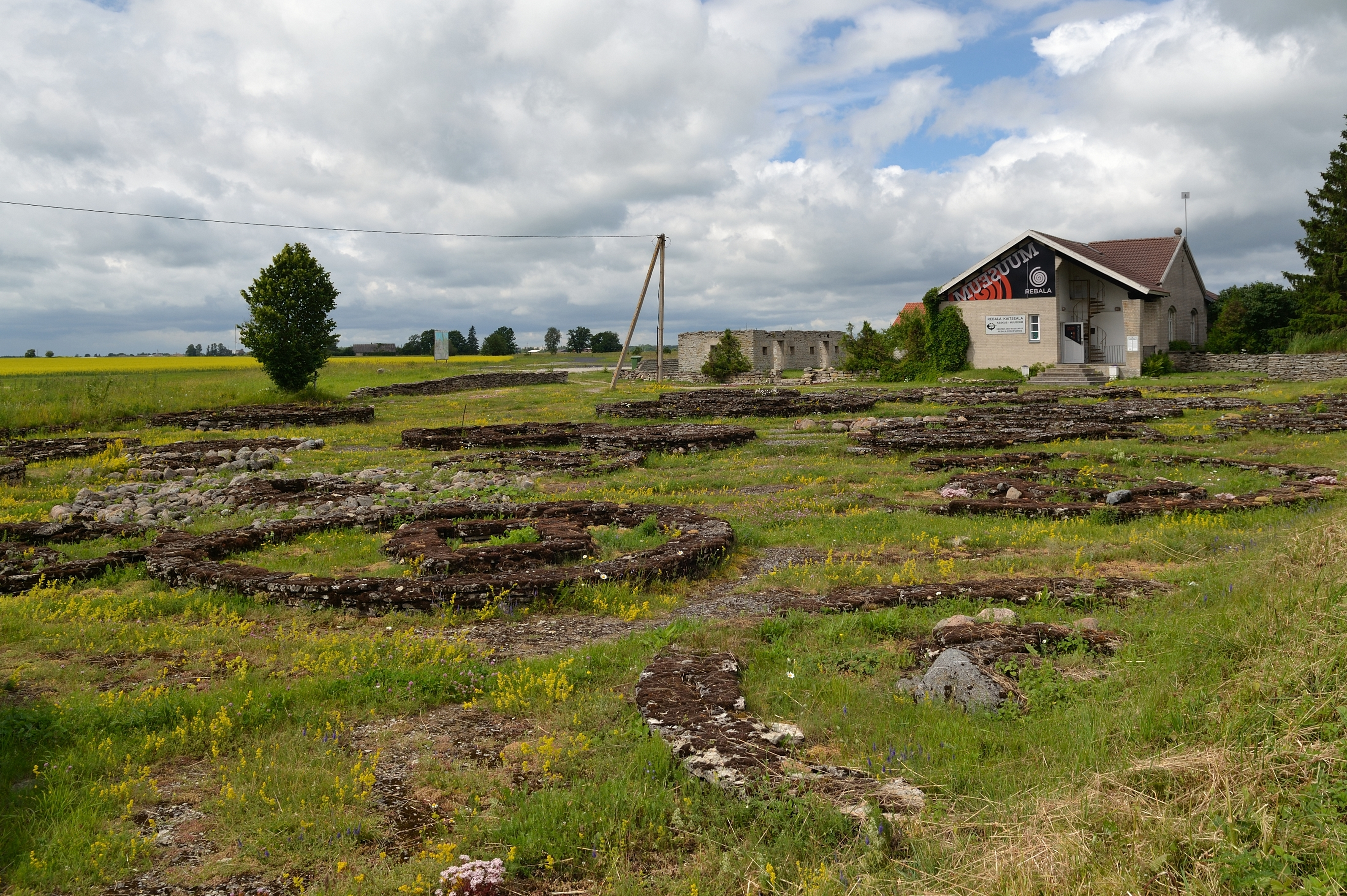
Rebala
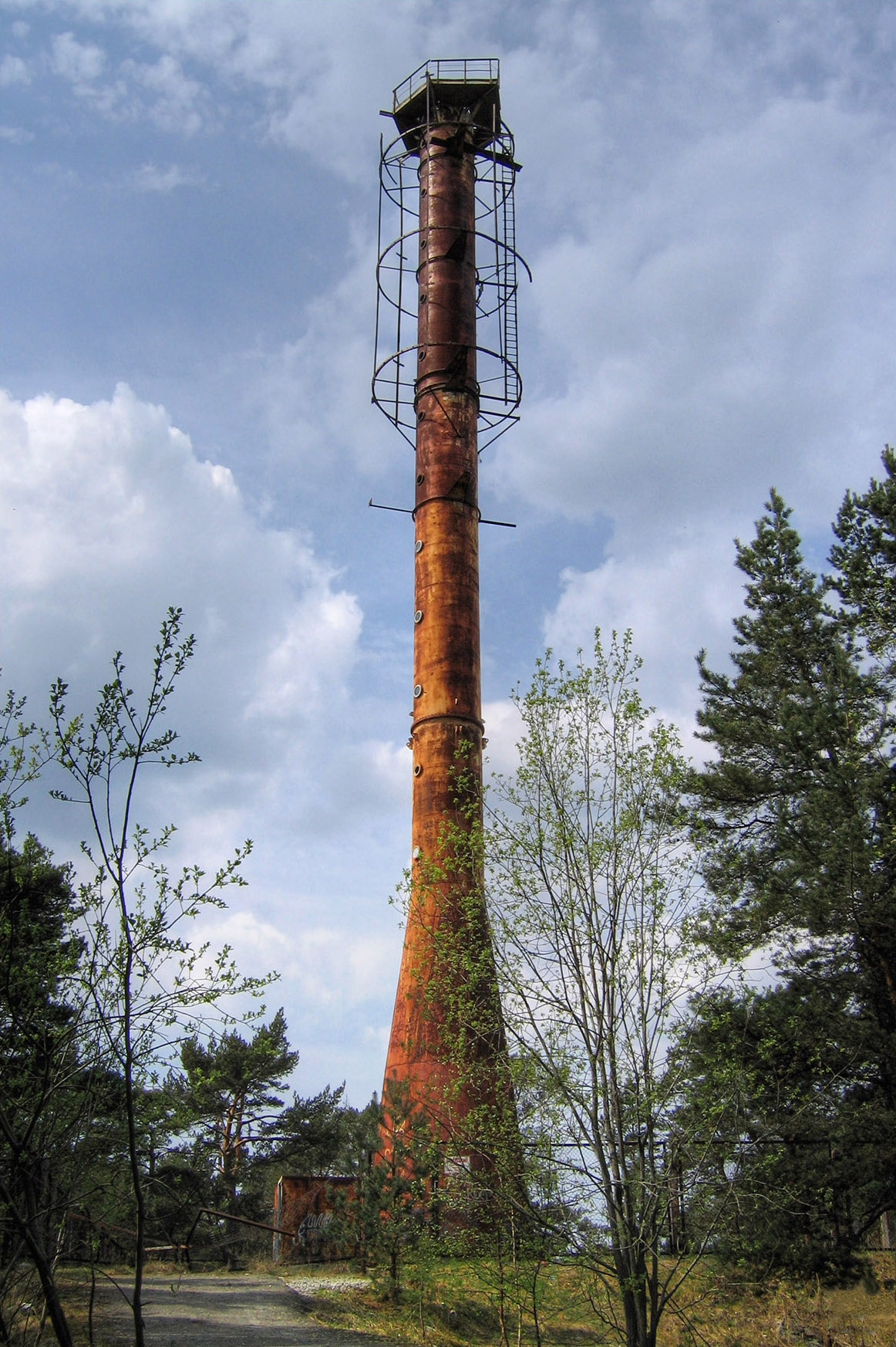
Ihasalu
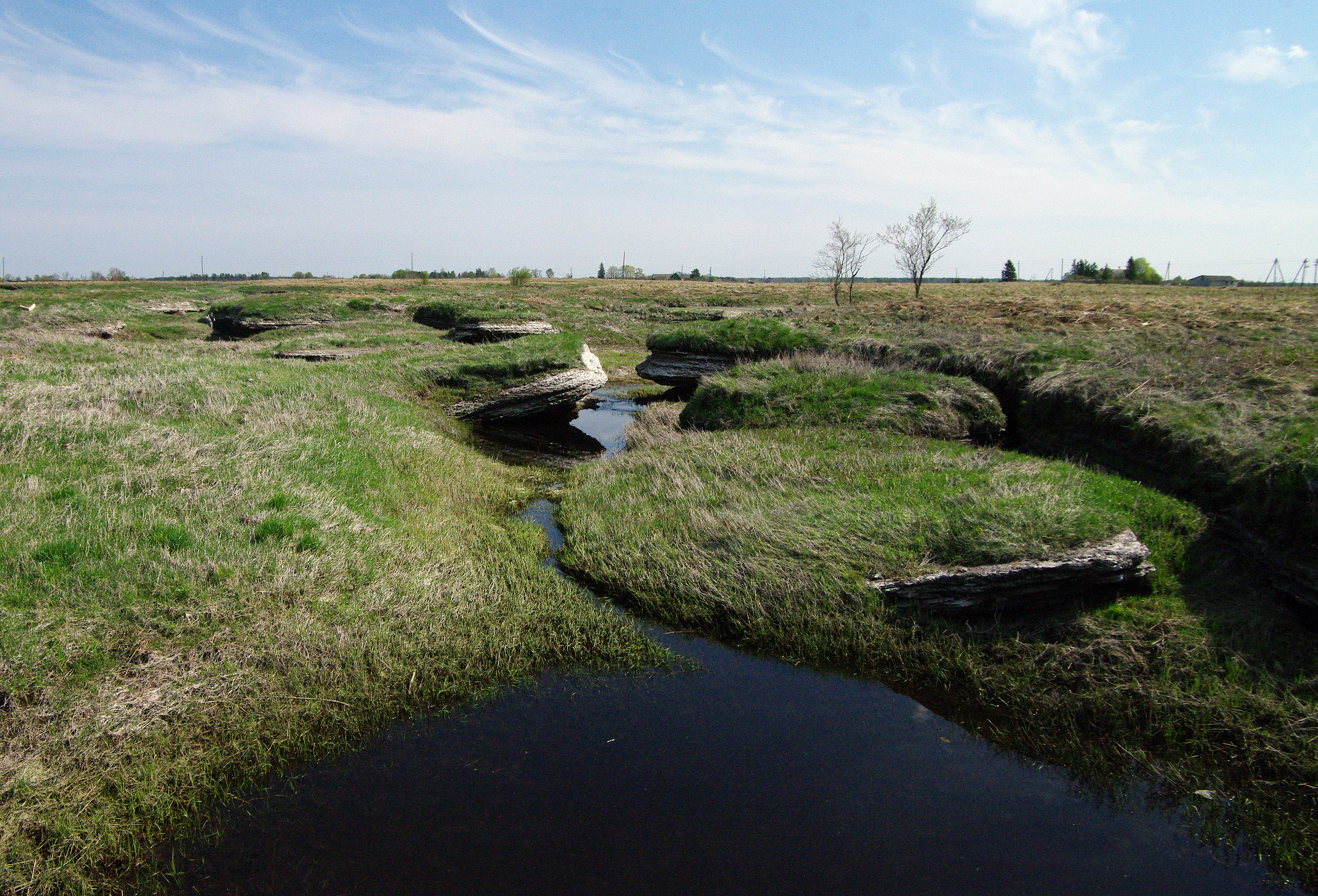
Kostivere
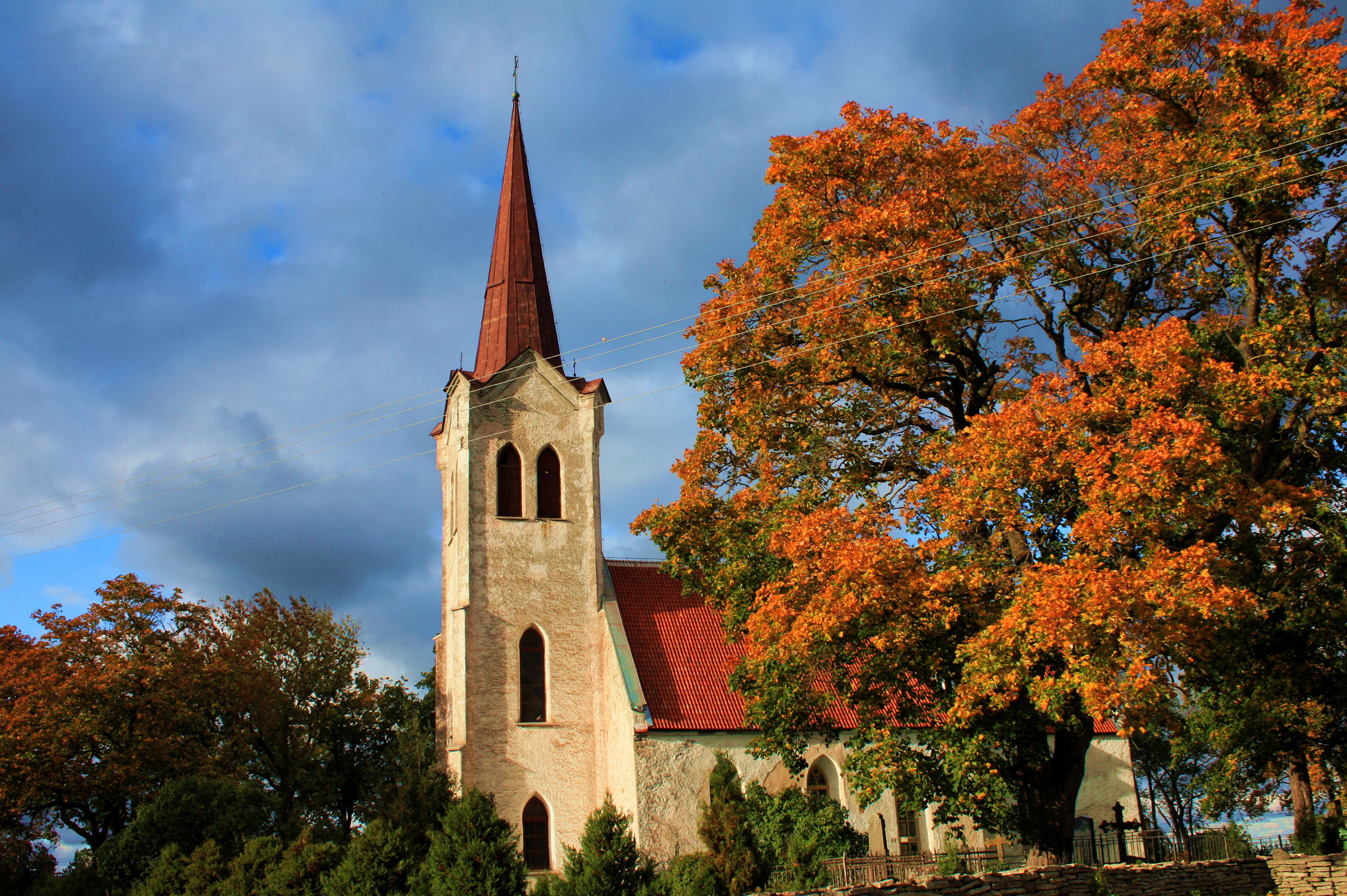
Jõelähtme
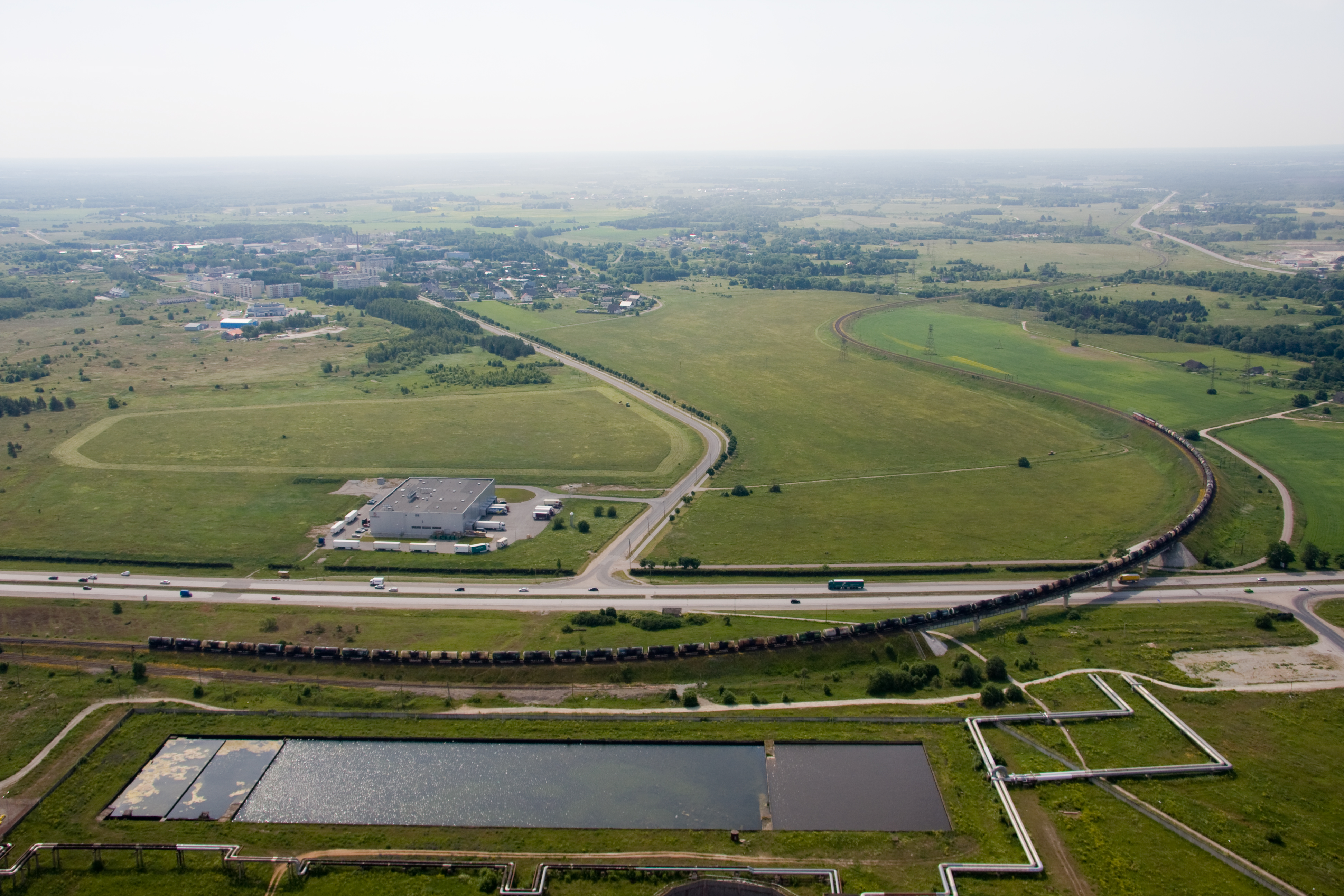
Lagedi, Muuga
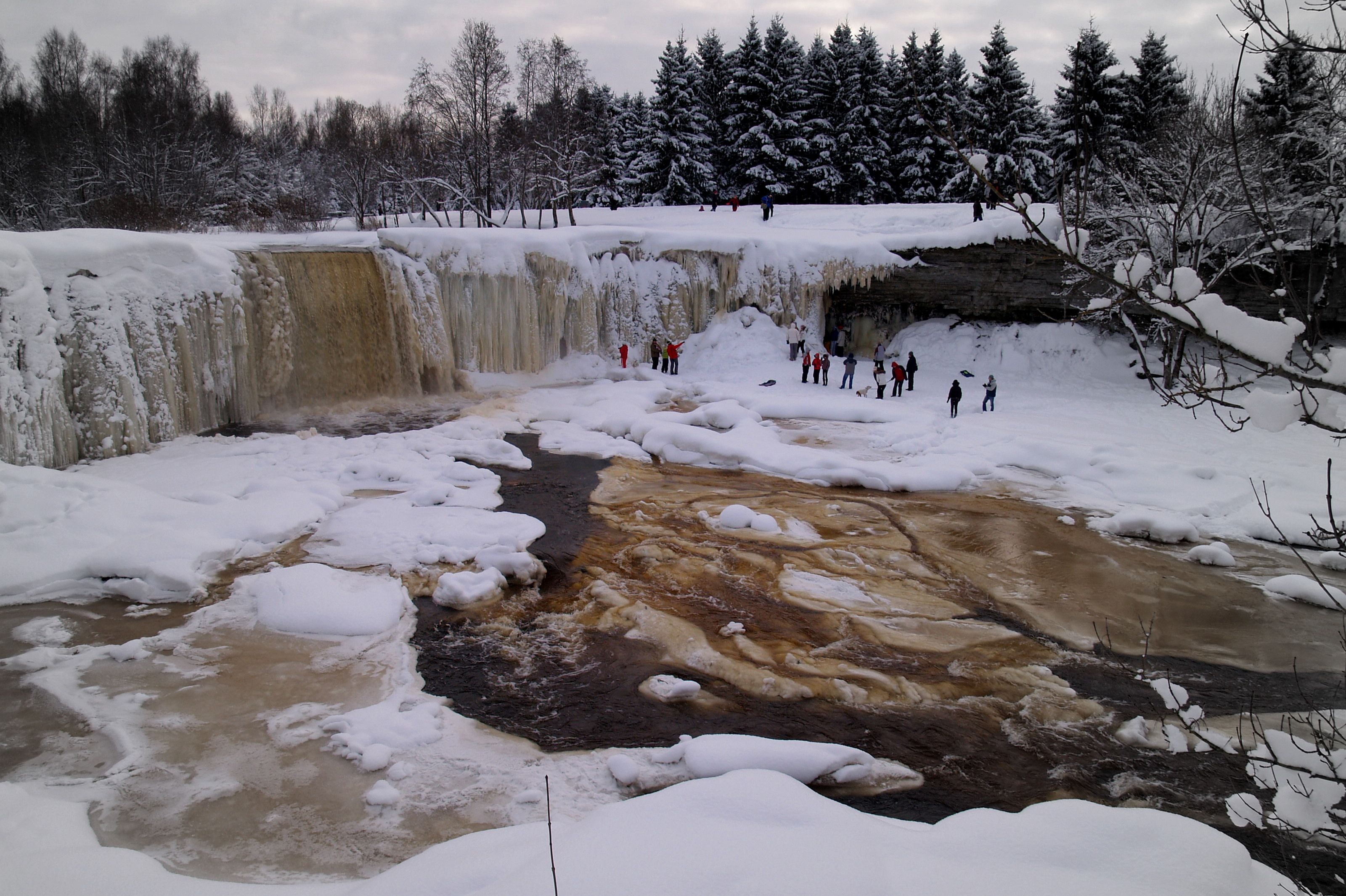
Jägala

- Kallavere (Rootzi-Kallafer)
- Koila (Altenburg)
- Koipsi (Koips)
- Koogi (Kook)
- Kostiranna (Kostiranna)
- Kullamäe (Kullameggi)
- Liivamäe (Liwameggi)
- Maardu (Marderich)
- Manniva (Mannegel)
- Neeme (Nemment)
- Nehatu (Nehhat)
- Parasmäe (Parrenbeck)
- Rammu (Ramm)
- Rebala (Reppel)
- Rohusi (Rohx)
- Ruu (Ruh)
- Saha (Saage)
- Sambu (Sampis)
- Uusküla (Udiküll)
- Vandjala (Wandel)
- Võerdla (Worgel)
- Ülgase (Ilgossal)

- Saha
- Rebala
- Ihasalu
- Kostivere
- Jõelähtme
- Lagedi, Muuga
- Jägala